# Pablo Brägger
Pablo Brägger (né le 27 novembre 1992 à Kirchberg) est un gymnaste artistique suisse.

## Biographie
Il est le premier gymnaste masculin suisse à remporter une médaille  continentale au sol en remportant le bronze aux Championnats d'Europe de gymnastique artistique 2015 à Montpellier. Il est ensuite médaillé de bronze par équipes aux Championnats d'Europe de gymnastique artistique masculine 2016 à Berne. L'année suivante, il remporte la médaille d'or à la barre fixe, devant son compatriote Oliver Hegi.

## Palmarès

### Championnats du monde
- Montréal 2017
  - 4e à la barre fixe.
  - 6e aux barres parallèles

- Doha 2018
  - 6e par équipes.

### Championnats d'Europe
- Montpellier 2015
  -  médaille de bronze au sol

- Berne 2016
  -  médaille de bronze par équipes

- Cluj-Napoca 2017
  -  Médaille d'or à la barre fixe